# روزا ماريا هرنانديز
روزا ماريا هرنانديز (بالإسبانية: Rosa María Hernández)‏ هي متسابقة ملكة الجمال بنمية، ولدت في 29 يوليو 1983 في محافظة لوس سانتوس ‏ في بنما.